# Сумароков, Панкратий Платонович
Панкра́тий Плато́нович Сумаро́ков (14 октября 1765 — 1 марта 1814) — русский писатель
, журналист, основатель сибирской журналистики, внучатый племянник знаменитого драматурга Александра Петровича Сумарокова.

## Биография
Родился во Владимире 14 октября 1765 года. С двенадцатилетнего возраста он воспитывался в Москве в семье своего родственника И. П. Юшкова, где получил хорошее домашнее образование. Службу Сумароков начал в Преображенском полку в Петербурге. Там он познакомился с Н. М. Карамзиным. Вскоре Сумароков был переведен в конную гвардию.
В 1787 году по обвинению в подделке ассигнации П. Сумароков был сослан на двадцать лет в Тобольск; за ним добровольно последовала и его сестра Наталья. Здесь и развернулась его литературная деятельность. Когда в сентябре 1789 года в Тобольске в связи с открытием Главного народного училища стал выходить «Иртыш, превращающийся в Иппокрену», душой всего дела и, по всей вероятности, фактическим редактором журнала стал Сумароков, хотя официальная редакция была возложена на преподавателей училища.
В 1791 году в Тобольске проживал отправленный в Илимский острог А. Н. Радищев. Возможно, именно Сумароков является адресатом известного стихотворения Радищева «Ты хочешь знать, кто я…».
Параллельно с «Иртышом» в Тобольске выходил также издававшийся П. Сумароковым и им же составленный «Журнал исторический, выбранный из разных книг».
После прекращения «Иртыша» П. Сумароков начинает издание нового журнала «Библиотека ученая, экономическая, нравоучительная, историческая и увеселительная в пользу и удовольствие всякого звания читателей» и в течение 1793—1794 годов выпускает двенадцать его книжек.
С 1796 года, после запрещения вольных типографий, он печатает свои произведения в «Аонидах» Карамзина и в журнале «Приятное и полезное препровождение времени». В 1799 году, возможно при участии Карамзина, в Москве вышла первая часть его стихотворений.
Вернувшись из ссылки в 1802 году, Сумароков продолжал писательскую и редакторскую деятельность. В 1802—1804 годах он выпускает в Москве «Журнал приятного, любопытного и забавного чтения», а в 1804 году становится ненадолго редактором журнала «Вестник Европы», сменив на этом посту Н. М. Карамзина. После 1808 года (когда вышла вторая книга его сочинений) он, по словам сына, «не писал более стихов». {<Петр Сумароков>, Жизнь П. П. Сумарокова. — В кн.: Стихотворения Панкратия Сумарокова, СПб., 1832, с. XXVIII.}
Последние годы жизни Сумарокова были отданы переводам романов и составлению экономических и врачебных книг.
Жил Сумароков в это время в своей деревне Кунеево, Каширского уезда, Тульской губернии, стремясь привести в порядок свое имение.
В 1813 году Сумароков заболел и 1 марта 1814 года скончался.